# Mathias Autret
Mathias Autret (* 1. März 1991 in Morlaix) ist ein französischer Fußballspieler.

## Vereinskarriere
Autret begann das Fußballspielen bei einem lokalen Verein aus der Bretagne und gehörte dort einem weiteren Klub an, ehe er 2007 mit 16 Jahren in die Jugendabteilung des Profiklubs Stade Brest aufgenommen wurde.  Bei Brest stand er erstmals im Kader der ersten Mannschaft, als er am 14. Januar 2010 mit 18 Jahren bei einem 2:1 gegen den Le Havre AC von Beginn an auflief und somit sein Zweitliga- und Profidebüt bestritt. Fortan kam er als Stamm- oder Ergänzungsspieler im offensiven Mittelfeld zu regelmäßigen Einsätzen; seinen ersten Profivertrag mit Gültigkeit ab der Saison 2010/11 unterschrieb er allerdings nicht in Brest, sondern beim benachbarten Erstligisten FC Lorient, nachdem er mit Brest zuvor ebenfalls den Sprung in die höchste französische Spielklasse geschafft hatte.
In Lorient musste er hingegen lange Zeit auf einen Einsatz in der ersten Mannschaft warten, bis er am 29. Januar 2011 bei einem 2:0-Sieg gegen seinen Ex-Verein Brest in der 84. Minute eingewechselt wurde und damit sein Erstligadebüt erreichte; dem folgten einige weitere Spiele, in denen er als Joker auf den Platz kam. Im Verlauf der Spielzeit 2011/12 gelang ihm zeitweise der Sprung in die erste Elf, bevor er im darauffolgenden Jahr wieder hauptsächlich als Ersatzspieler seine Arbeit verrichtete. 
Als Teil eines Transfergeschäfts, das einen Wechsel des Linksverteidigers Raphaël Guerreiro vom SM Caen zu Lorient vorsah, nahm Autret den umgekehrten Weg und wurde für ein Jahr an den Zweitligisten aus Caen verliehen. Bei diesem war er fortan auf dem linken Flügel gesetzt und leistete seinen Beitrag zum 2014 erreichten Aufstieg in die Erstklassigkeit, ehe er nach Saisonende zu Lorient zurückkehrte.
In Lorient konnte er sich nach seiner Rückkehr nicht mehr durchsetzen und wurde nur noch selten aufgeboten. Im Juli 2015 wechselte er zum zuvor in die Zweitklassigkeit abgestiegenen RC Lens und erhielt bei diesem einen festen Stammplatz im offensiven Mittelfeld. Nach zwei Jahren verließ er den Verein und schloss sich erneut Stade Brest an. Im Juli 2020 wechselte er zur AJ Auxerre. Mit Auxerre stieg er in der Saison 2021/22 in die Ligue 1 auf, allerdings folgte in der Spielzeit 2022/23 der direkte Abstieg zurück in die Ligue 2.
Nach 10 Jahren kehrte er im Sommer 2023 zu SM Caen zurück.

## Nationalmannschaft
Kurz nach seinem Durchbruch bei Brest wurde Autret für die französische U-19-Auswahl berücksichtigt und gab für diese bei einem 2:0-Erfolg gegen Dänemark am 31. März 2010 sein Debüt, wobei er von Beginn an auf dem Platz stand; zu einem weiteren Einsatz für eine nationale Auswahl wurde er jedoch nicht berufen.